# Sanex
Sanex este o întreprindere din România care acționează în domeniul ceramicii pentru construcții, fiind un producător de plăci ceramice (faianță și gresie) și decoruri (brâuri și medalioane).
La ora actuală este lider de piață în România în domeniul plăcilor de faianță, gresie și obiectelor sanitare, având o cotă de piață de 50% între producătorii interni și 30% din totalul pieței, incluzând și importurile.
Compania a fost înființată în anul 1970, sub numele de "Întreprinderea de Materiale de Construcții Ceramice Sanex" la Cluj-Napoca.
În 1990, Sanex a devenit societate pe acțiuni.
Din aprilie 2004 acționar majoritar a devenit grupul Lasselsberger din Austria, unul din primii 10 producători de plăci ceramice din Europa.
În noiembrie 2006, compania a anunțat încheierea procesului de răscumpărare a acțiunilor, în urma retragerii de la bursa Rasdaq.

## Istoric
- 1970 - Anul înființării sub denumirea de Întreprinderea de Produse de Ceramică Fină pentru Construcții -Sanex; începe producția de obiecte sanitare;
- 1971 - Începe producția de plăci ceramice de faianță;
- 1973 - Începe producția de plăci ceramice de gresie;
- 1975-1980 - Gama de produse este lărgita prin producerea de pigmenți și frite, piese din refractare speciale, cărămizi și blocuri ceramice;
- 1990 - Compania își schimbă denumirea în Sanex și devine o societate pe acțiuni;
- 1992 - Începe un amplu proiect de retehnologizare;
- 1994 - Se pun în funcțiune două linii cu ardere rapidă, una pentru plăci de faianță și alta pentru plăci de gresie;
- 1996
  - Se pune în funcțiune linia de fabricație pentru decoruri (brâuri și medalioane) cu efecte decorative speciale (vitroză, aur, platină);
  - Conducerea și Asociația Salariaților încheie un contract cu Fondul Proprietății de Stat, pentru achiziționarea a 51% din companie;
  - Se încheie procesul de retehnologizare început în 1992;
- 1997
  - Sanex este cotată pe piața RASDAQ
  - Se mai pun în funcțiune două linii de fabricație pentru plăci de faianță, respectiv pentru plăci de gresie;
- 2000-2001 - Fondul de Investiții România-Moldova Direct Fund achiziționează 67 % din acțiuni prin cumpărare de acțiuni și printr-un proces de mărire a capitalului;
- 2004
  - Sanex își restrânge gama de fabricație prin renunțarea la producerea de obiecte sanitare;
  - Sanex devine membru al grupului austriac Lasselsberger, cel mai important producător european de plăci ceramice, cu o producție anuală mai mare de 70 milioane de mp.

Cifra de afaceri:
- 2005: 75,2 milioane de lei (20,7 milioane euro)[3]
- 2004: 125,5 milioane lei (30,8 milioane euro)[3]

Număr de angajați:
| Anul         | 1999  | 2008 | 2010 |
| ------------ | ----- | ---- | ---- |
| nr. angajați | 2.253 | 563  | 443  |